# اریکا النیاک
 اریکا النیاک (انگلیسی: Erika Eleniak؛ زادهٔ ۲۹ سپتامبر ۱۹۶۹) هنرپیشه اهل ایالات متحده آمریکا است. از فیلم‌هایی که وی در آن نقش داشته است، می‌توان به ئی.تی. موجود فرازمینی و عشق حقیر اشاره کرد.